# Carea pratti
Carea pratti är en fjärilsart som beskrevs av Bethune-Baker 1906. Carea pratti ingår i släktet Carea och familjen trågspinnare. Inga underarter finns listade i Catalogue of Life.